# Río Columbia
El río Columbia (también conocido como Wimahl o Gran Río por los nativos de los pueblos chinook que viven en su curso bajo) es un río del suroeste de Canadá y noroeste de los Estados Unidos que fluye en dirección norte-sur-oeste por la provincia de Columbia Británica, en Canadá, y los estados de Washington y Oregón en los Estados Unidos, desembocando en el océano Pacífico. Con 2044 km es el sexto río más largo de América del Norte, por detrás del Misuri, Misisipi, Bravo, Arkansas y Colorado.
Toma el nombre del Columbia Rediviva, el primer barco occidental conocido que haya remontado el río. Nace en la provincia canadiense de la Columbia Británica y tras cruzar el estado de Washington y luego delimitar gran parte de la separación administrativa entre los estados de Washington y Oregón, desemboca en el Pacífico. Su cuenca hidrográfica, que drena gran parte de la Columbia Británica, Idaho, Oregón, Washington y pequeñas regiones de Montana, Wyoming, Utah y Nevada, comprende 668 000 km².
En términos de caudal (7500 m³/s en su desembocadura), el Columbia es el río de Norteamérica más caudaloso de la vertiente del Pacífico y el cuarto más caudaloso de los Estados Unidos. La fuerte corriente del río y el elevado salto o descenso de altura en una relativamente corta longitud, le proporciona un tremendo potencial de producción de electricidad que ya ha sido explotado, siendo el río que más energía hidroeléctrica produce de Norteamérica, con catorce presas a lo largo de su curso —tres en Canadá y once en los Estados Unidos— y otras muchas en varios de sus afluentes.
Su desembocadura fue descubierta y cartografiada en 1775 por el buque español Santiago al mando del comandante Bruno de Heceta. En 1792 fue explorado por el comerciante y aventurero estadounidense Robert Gray. Entre 1807 y 1811, la peletera Compañía del Noroeste explotó todo su curso. Desde la década de 1810 el río sirvió como vía de comunicación en la región noroccidental del subcontinente.
Después del establecimiento de numerosos asentamientos estadounidenses y europeos en sus orillas, el río Columbia ha prestado muchos servicios para el desarrollo de los propósitos humanos, incluyendo trabajos de draga para permitir la navegación de mayores barcos por sus aguas, la construcción de presas para la generación de electricidad, agua para el riego de cultivos y control de crecidas e inundaciones, e incluso para refrigerar instalaciones de energía nuclear. Todos esos proyectos han entrado en conflicto con la conservación del medioambiente y el movimiento de especies píscicolas y animales, produciendo una contaminación indeseada en sus aguas.

## Historia

### Pueblos indígenas

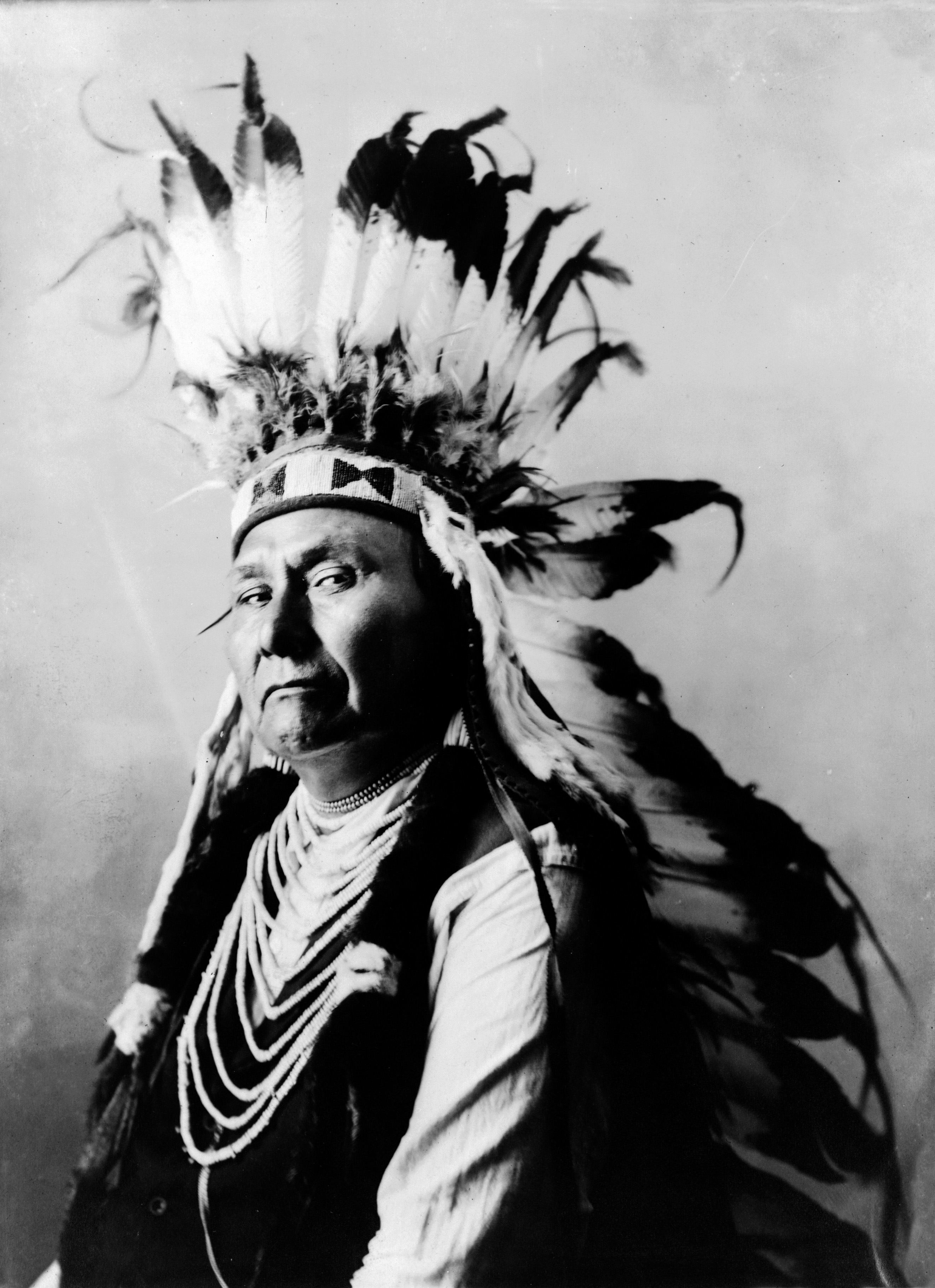
Chief Joseph de los nez percés

Los seres humanos han habitado la cuenca del Columbia durante más de 15 000 años, con una transición a un estilo de vida sedentario basado principalmente en el salmón que comenzó hace unos 3500 años. En 1962, los arqueólogos encontraron evidencias de actividad humana que se remonta a 11 230 años en el abrigo rocoso Marmes, cerca de la confluencia de los ríos Palouse y Snake en el este de Washington. En 1996 se encontraron los restos óseos de un hombre prehistórico de 9000 años de edad (apodado el hombre de Kennewick) cerca de Kennewick. El descubrimiento reavivó el debate en la comunidad científica sobre los orígenes de la presencia humana en América del Norte y provocó una prolongada controversia sobre si la comunidad científica o los nativos americanos tenían derecho a poseer y/o estudiar esos restos.
Muchos diferentes nativos americanos y pueblos de las Primeras Naciones tienen una presencia histórica y continuada en el Columbia. Al sur de la frontera Canadá-EE. UU., los colvilles, spokanes, coeur d'alêne, yakamas, nez percés, cayuse, palus, umatillas, cowlitzs, y las tribus confederadas de Warm Springs viven a lo largo del tramo estadounidense. A lo largo del curso superior del río Snake y del Salmón, las tribus del Bannock están presentes. Los sinixt o pueblos de los lagos viven en el tramo inferior de la parte canadiense, mientras que por encima el pueblo shuswap (secwepemc en su propio idioma) consideran el conjunto de la parte superior del Columbia al este de las Rocosas como parte de su territorio. La parte canadiense de la cuenca del Columbia delinea las tierras tradicionales de los canadienses kootenay-ktunaxas.
Los pueblos chinook que viven cerca de la parte baja del río Columbia, que no son una tribu federalmente reconocida, lo llaman Wimahl en las lenguas chinukanas y Nch’i-Wàna a los pueblos de habla sahaptin de su curso medio en el actual Washington; El río es conocido como swah'netk'qhu por el pueblo Sinixt, que viven en la región de los lagos Arrow en los tramos superiores del río en Canadá. Los tres términos esencialmente significan «el gran río».
Las historias orales describen la formación y destrucción del Puente de los Dioses, un puente natural de tierra que conectaría ambas riberas del río en la garganta del río Columbia. El puente, que se corresponde con los registros geológicos del deslizamiento Bonneville, fue descrito en algunos relatos como el resultado de una batalla entre dioses, representado por el monte Adams y el monte Hood, en su rivalidad por el afecto de una diosa, representada por el monte St. Helens. Las historias de los nativos americanos sobre el puente difieren en los detalles, pero en general están de acuerdo en que el puente permitía una mayor interacción entre las tribus en los lados norte y sur del río.
Los caballos, originalmente adquiridos de los españoles de Santa Fe de Nuevo México, se difundieron ampliamente a través de las redes de comercio nativas, llegando a los shoshone de la llanura del río Snake hacia 1700. Los nez percés, cayuses y flatheads adquirieron sus primeros caballos alrededor de 1730. Junto con los caballos llegaron aspectos de la emergente cultura de las llanuras, tales como las habilidades ecuestres y el entrenamiento de caballos, que aumentaron mucho su movilidad, la eficiencia de la caza y el comercio a larga distancia, aunque intensificaron las guerras, vinculándose la riqueza y el prestigio con los caballos y la guerra, y surgiendo grandes y poderosas confederaciones tribales. Los nez percés y cayuses, que mantuvieron grandes manadas y hacían anualmente viajes de larga distancia a las Grandes Llanuras para la caza del bisonte, adoptaron la cultura de las llanuras en un grado significativo, y se convirtieron en el principal canal a través del cual los caballos y las cultura de las llanuras se difundió en la región del río Columbia. Otros pueblos adquirieron caballos y aspectos de esa cultura de las llanuras de manera desigual: los yakamas, umatillas, palus, spokanes y coeur d'alenes mantuvieron considerables rebaños de caballos y adoptaron algunas de sus características culturales, pero la pesca, y la economía relacionada con ella, siguió siendo importante; grupos menos afectados fueron los molalas, klickitat, wenatchi, okanagan y sinkiuse-columbia, que fueron dueños de un pequeño número de caballos y adoptaron algunas características de la cultura de las llanuras. Algunos grupos se mantuvieron esencialmente sin alterar, como las tribus sanpoil y nespelem, cuya cultura se mantuvo centrada en la pesca.
Los nativos de la región se encontraron con los extranjeros en varios momentos y lugares durante los siglos XVIII y XIX. Los barcos europeos y norteamericanos exploraron la zona costera alrededor de la desembocadura del río en el siglo XVIII, comerciando con los nativos locales. El contacto resultó devastador para las tribus indígenas y una gran parte de su población fue aniquilada por una epidemia de viruela. El explorador canadiense Alexander MacKenzie cruzó lo que hoy es el interior de la Columbia Británica en 1793. Desde 1805 a 1807, los miembros de la expedición de Lewis y Clark entraron en el país de Oregón siguiendo los ríos Clearwater y Snake, y se encontraron con muchos pequeños asentamientos de los nativos. Sus registros narran cuentos de comerciantes hospitalarios a los que anteriormente robaban pequeños objetos y también señalaron la presencia de teteras de cobre amarillo, de un mosquete británico y otros artefactos que se habían obtenido comerciando con las tribus costeras. En la época del primer contacto con los occidentales los indígenas del Medio y Bajo Columbia no eran tribales, sino que se congregaban en unidades sociales no más grandes que un poblado, y, más a menudo, solo a nivel familiar; estas unidades iban cambiandon con la temporada, cuando la gente, siguiendo la captura del salmón, se movía arriba y abajo por los afluentes del río.
A causa de la masacre Whitman de 1848, se libraron una serie de violentas batallas entre los colonos estadounidenses y los nativos de la región. Las guerras indias posteriores, notablemente la guerra Yakima, diezmaron a la población nativa y eliminan gran parte del control nativo de las tierras. Con el paso de los años, el derecho de los indígenas a pescar a lo largo del Columbia se convirtió en el tema central de la discordia con los Estados, los pescadores comerciales y los dueños de propiedades privadas. La Corte Suprema de los Estados Unidos confirmó los derechos de pesca en los casos más importantes en 1905 y 1918, así como en 1974 en el caso Estados Unidos vs. Washington, comúnmente conocida como la Decisión Boldt.

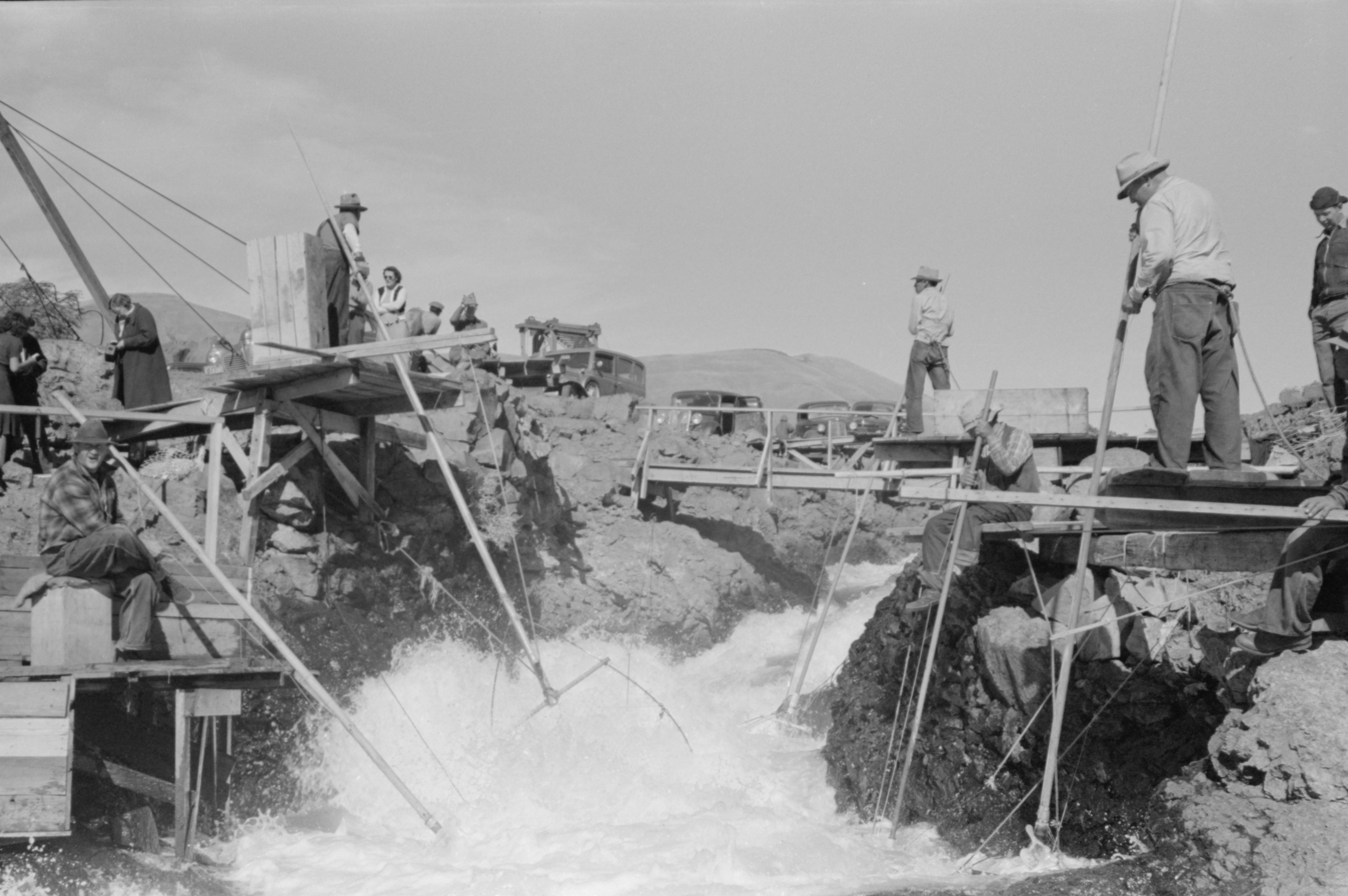
Dipnet fishing en las cataratas Celilo, 1941

La pesca fue la actividad central en la cultura de los nativos de la región, tanto como sustento como fuente de sus creencias religiosas. Los nativos obtenían pescado del Columbia en varios sitios principales, que también servían como lugares de intercambio comercial. Las cataratas Celilo, situadas al este de la moderna ciudad de The Dalles, fueron un centro vital para el comercio y la interacción de los diferentes grupos culturales usadas durante los últimos 11 000 años. Antes del contacto con los occidentales, los poblados a lo largo de estos 14 km del río podían tener a veces una población de más de 10 000 nativos. y atraía a comerciantes de lugares tan lejanos como las Grandes Llanuras. Los rápidos Cascades (Cascades Rapids) de la gargante del río Columbia, y las cataratas Kettle y los rápidos Priest (Priest Rapids), en el este de Washington, fueron también sitios principales de pesca y de comercio.
En la prehistoria, las carreras para el desove del salmón y de la trucha arco iris en el Columbia se estiman que eran un promedio anual de 10−16 000 000 peces. En comparación, la mayor carrera desde el año 1938 se dio en 1986, con 3,2 millones de peces entrando en la boca del Columbia. La captura anual por los nativos se ha estimado en unas 19 000 t. El sitio de pesca nativo más importante y productivo se encontraba, como ya se dicho, en las cataratas Celilo, que fue tal vez el sitio de pesca interior más productivo en América del Norte.  Las cataratas se encuentran en la frontera entre los pueblos de habla chinukana y los de habla sahaptian y fueron el centro de una extensa red comercial a través de la meseta del Pacífico. Celilo fue el lugar con una comunidad habitada de forma continua y permanente más antigua del continente norteamericano. Las envasadoras de salmón establecidas por los colonos blancos, que comienzan en 1866, tuvieron un fuerte impacto negativo en la población de salmón, y en 1908 el presidente estadounidense Theodore Roosevelt observó que las migraciones de salmón ya eran solo una fracción de las que habían sido 25 años antes.
A medida que siguió el desarrollo del río en el siglo XX, cada uno de estos importantes sitios de pesca fue quedando sumergido por los embalses creados por las grandes presas construidas en él, comenzando con los rápidos Cascades en 1938. El desarrollo fue acompañado de amplias negociaciones entre los nativos y los organismos del gobierno estadounidense. Las tribus confederadas de Warm Springs, una coalición de varias tribus, adoptaron una constitución y se incorporaron después de la finalización en 1938 de la presa de Bonneville, que inundó los rápidos Cascades. Sin embargo, en la década de 1930, aún había nativos que vivían a lo largo del río y pescaban durante todo el año, moviéndose junto con los patrones de migración de los peces a lo largo de las estaciones del año. Los yakamas fueron los últimos en hacerlo, organizando un gobierno formal en 1944. En el siglo XXI, los yakamas, nez percés, umatillas y las tribus de Warm Springs tienen todos los derechos de pesca a lo largo del Columbia y sus tributarios en virtud de los tratados suscritos.
En 1957, las cataratas Celilo Falls quedaron sumergidas por la construcción de la presa de The Dalles, y la comunidad pesquera nativa fue desplazada. Las tribus afectadas recibieron una compensación de $26,8 millones por la pérdida de Celilo y otros sitios de pesca sumergidos por esa presa. Las tribus confederadas de Warm Springs utilizaron parte de sus $ 4.000.000 de indemnizaciones en establecer el complejo turístico y casino de Kah-Nee-Ta, al sur del monte Hood.

### Nuevas oleadas de exploradores

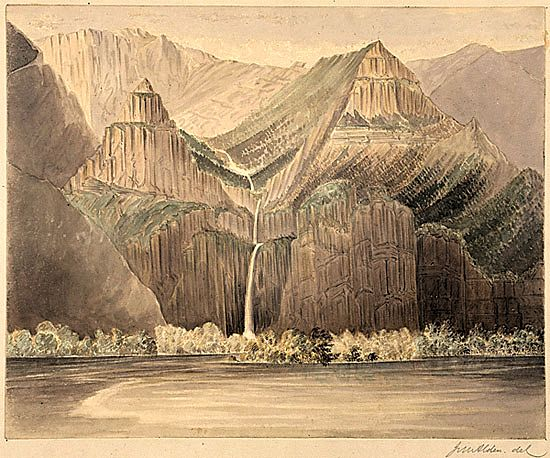
Multnomah Falls, pintadas por James W. Alden, 1857

Algunos historiadores han especulado sobre si barcos japoneses o chinos se habrían desviado de sus rutas y habrían llegado a la Costa Noroeste mucho antes de que los europeos, posiblemente ya en 219 a. C..  Sí existen pruebas de que algunos náufragos españoles si habrían llegado a la orilla en 1679 y que habrían comerciado con los clatsop. Estos náufragos fueron de hecho los primeros europeos en ver el Columbia, aunque no pudieron enviar noticias de ello a España.
En el siglo XVIII, hubo un gran interés en el descubrimiento de un Paso del Noroeste, el paso navegable que permitiría la conexión entre el Atlántico (o el interior de América del Norte) y el océano Pacífico. Muchos barcos en la zona, especialmente al mando de españoles y británicos, buscaron en la costa noroeste un gran río que pudiera conectar con la bahía de Hudson o el río Misuri. El primer descubrimiento europeo documentado del río Columbia fue el del español Bruno de Heceta, que en 1775 avistó la boca del río. Por consejo de sus oficiales, renunció a explorarlo ya que tenía poca tripulación y las corrientes en la boca eran muy fuertes. Heceta consideró que una bahía, y la llamó Ensenada de Asunción. Algunos mapas españoles posteriores a ese descubrimiento muestran un río con el rótulo de Río de San Roque, o una entrada, llamada Entrada de Hezeta. Conociendo los informes de Heceta, el capitán británico John Meares, dedicado al comercio marítimo de pieles, buscó el río en 1788 pero concluyó que no existía. Meares nombró el cabo Disappointment [Decepción] por el inexistente río, sin darse cuenta de que ese mismo cabo marcaba el límite norte de la desembocadura del río.
Lo que sucedió después propiciará décadas de cooperación y disputa entre la exploración británica y estadounidense de la región, y la reclamación de su soberanía. El comandante de la Royal Navy, George Vancouver, navegó en abril de 1792 más allá de la boca, y aunque observó un cambio en el color del agua, aceptó el informe de Meares y siguió su viaje hacia el norte. Más tarde, ese mismo mes, Vancouver se encontró con el capitán estadounidense Robert Gray en el estrecho de Juan de Fuca. Gray le informó de que había visto la entrada del Columbia y que había pasado nueve días tratando de entrar en él sin conseguirlo.
El 12 de mayo de 1792, Gray volvió al sur y logró cruzar la barra del Columbia, convirtiéndose en el primer explorador en entrar en el río. La misión de comercio de pieles de Gray había sido financiada por los comerciantes de Boston, que lo habían equipado con una embarcación privada llamada Columbia Rediviva; Gray nombró el río en memoria de esa nave el 18 de mayo. Gray pasó nueve días comerciando cerca de la desembocadura del Columbia y luego partió sin haber ido más allá de 21 km aguas arriba. El punto más lejano alcanzado fue Grays Bay en la desembocadura del río Grays. El descubrimiento de Gray del río Columbia fue utilizado más adelante por los Estados Unidos en apoyo de su reclamación del país de Oregón, que también era reclamado por España, Rusia y Gran Bretaña.

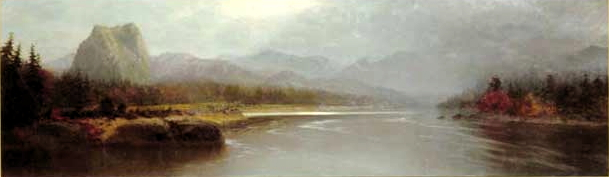
Río Columbia, cordillera de las Cascadas, Oregón, (1876), de Vincent Colyer (óleo sobre tela). Beacon Rock es visible a la izquierda.

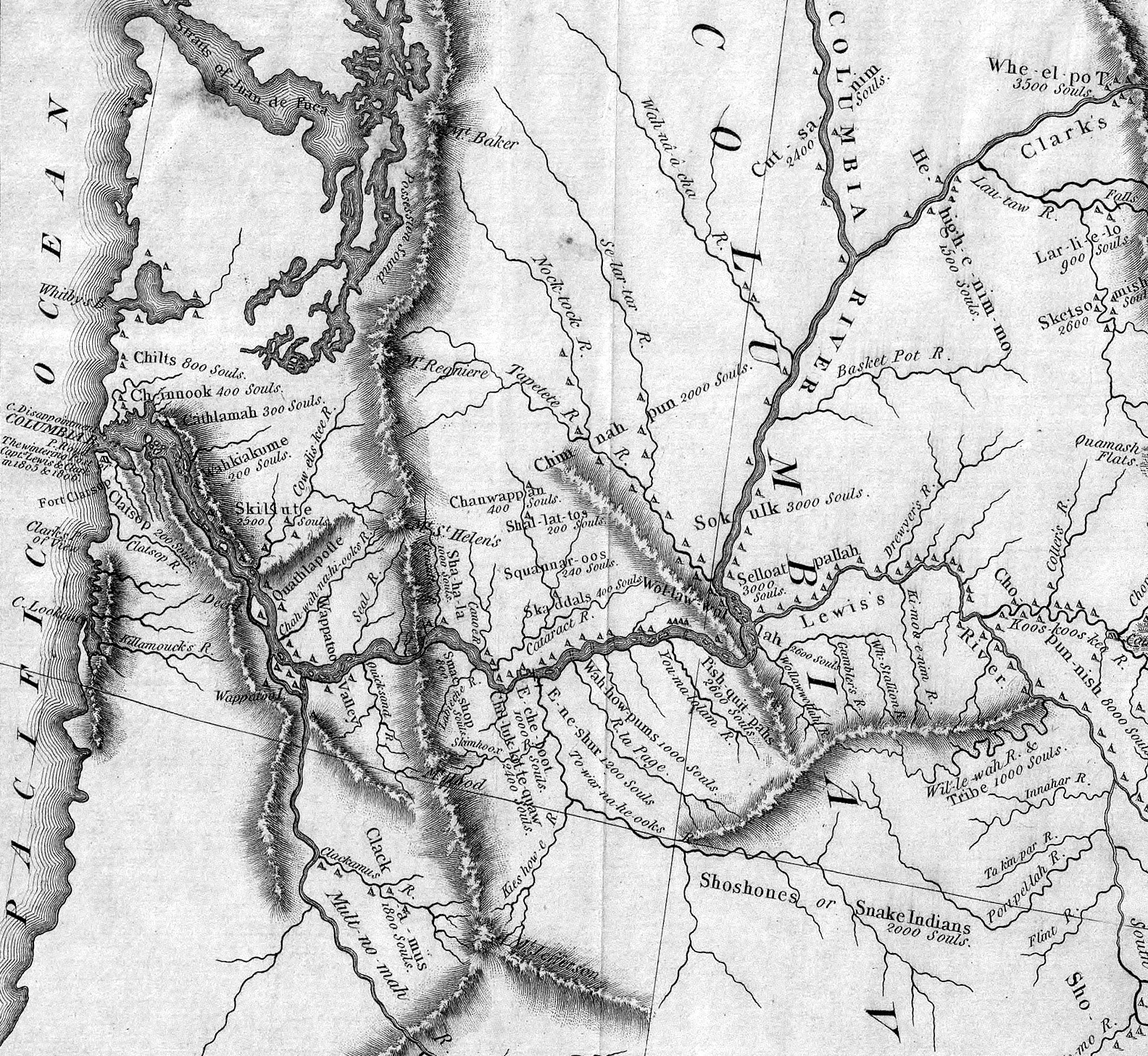
Detalle del mapa de la Expedición de Lewis y Clark. El río Willamette se muestra como "Multnomah", y el Snake es el "Lewis's River". (Ver mapa completo.)

En octubre de 1792, Vancouver envió al teniente William Robert Broughton, su segundo al mando, hasta el río. Broughton remontó el río aguas arriba hasta la desembocadura del río Sandy en el extremo occidental de la garganta del río Columbia, unos 160 km aguas arriba, avistando y nombrando el monte Hood. Broughton reclamó formalmente el río, su cuenca de drenaje, y la cercana costa para Gran Bretaña. Sorprendentemente, Gray no había hecho ninguna reclamación formal en nombre de los Estados Unidos.
Debido a que el Columbia estaba en la misma latitud que las cabeceras del río Misuri, hubo cierta especulación sobre si Gray y Vancouver habían descubierto el tan buscado Paso del Noroeste. Un mapa británico de 1798 mostraba una línea de puntos que conectaba el Columbia con el Misuri. Sin embargo, cuando los exploradores estadounidenses Meriwether Lewis y William Clark reconocieron las vastas tierras sin cartografiar del Oeste americano en su conocida expedición por tierra, la expedición de Lewis y Clark (1803-1805), no encontraron ningún pasaje navegable entre ambos ríos. Después de cruzar las Montañas Rocosas, Lewis y Clark construyeron canoas y remaron aguas abajo por el río Snake y lograron llegar al Columbia, cerca de la actual Tri-Cities (Washington). Exploraron unos pocos kilómetros río arriba, hasta la isla Bateman, antes de dirigirse aguas abajo por el Columbia y concluir su viaje de ida en la desembocadura del río. Establecieron el Fort Clatsop, un establecimiento de corta duración que fue ocupado menos de tres meses.
El explorador anglocanadiense David Thompson, de la Compañía del Noroeste, pasó el invierno de 1807-1808 en la Kootenae House cerca de la fuente del Columbia en la actual ciudad de Invermere (Columbia Británica). En los siguientes años exploró gran parte del río y sus afluentes septentrionales. En 1811 viajó por el Columbia hasta el océano Pacífico, llegando a la boca justo después de que la Pacific Fur Company de John Jacob Astor hubiese fundado Fort Astoria. A su regreso al norte, Thompson exploró la parte restante del río que aún no había visto, convirtiéndose en el primer occidental que viajó todo el curso del río.
En 1825 la Compañía de la Bahía de Hudson (Hudson's Bay Company, o HBC) estableció Fort Vancouver en la orilla del Columbia, en lo que ahora es Vancouver (WA), como la sede del Distrito de Columbia de la compañía, que abarcaba todo el oeste de las montañas Rocosas. John McLoughlin, un médico, fue nombrado factor jefe del Distrito de Columbia. La HBC reorientó sus operaciones en el Distrito de Columbia hacia el océano Pacífico vía el Columbia, que se convirtió en la principal ruta troncal de la región. En la década de 1840 los estadounidenses comenzaron a colonizar el país de Oregón en gran número llegando a través de la ruta de Oregón, a pesar de los esfuerzos de la HBC en desalentar los asentamiento estadounidenses en la región. Para muchos emigrantes, el tramo final del viaje requería descender aguas abajo por el Bajo Columbia hasta Fort Vancouver. Esta parte de la ruta de Oregón, desde The Dalles hasta Fort Vancouver, fue el tramo más peligroso de la senda, lo que llevó a la construcción en 1846 de la carretera Barlow.
En el Tratado de 1818 los Estados Unidos y Gran Bretaña acordaron que ambas naciones pudieran disfrutar de los mismos derechos en el país de Oregón durante los siguientes 10 años. En 1828, cuando se renovó la llamada «ocupación conjunta» por un período indefinido, parecía probable que la parte baja del río Columbia pudiera ser con el tiempo la frontera. Durante años, la Compañía de la Bahía de Hudson mantuvo con éxito el control del río Columbia y los intentos estadounidenses para conseguir un punto de apoyo fracasaron. En la década de 1830, sin embargo, varias misiones religiosas estadounidenses se establecieron en lugares de la región del Bajo Columbia. Y en la década de 1840 una migración masiva de colonos estadounidenses socavó el control británico. La Compañía de la Bahía de Hudson trató de mantener el dominio desplazando sus actividades desde el comercio de pieles, que se encontraba en franco declive, a la exportación de otros productos como el salmón y la madera. Se intentaron planes de colonización, pero no lograron igualar la escala del poblamiento estadounidense. Los estadounidenses, en general, se establecieron al sur del Columbia, principalmente en el valle del Willamette. La HBC trató de establecer asentamientos al norte del río, pero casi todos los colonos británicos se trasladaron al sur hasta el valle del Willamette. La esperanza de que los colonos británicos pudieran diluir el sabor estadounidense del valle falló dada la inmensa mayoría de colonos estadounidense. Estos hechos reavivaron el tema de la «ocupación conjunta y la disputa de límites. Mientras algunos intereses británicos, especialmente los de la HBC, lucharon por una frontera a lo largo del río Columbia, el Tratado de Oregón de 1846 estableció el límite en el paralelo 49°N. El río Columbia se convirtió en la frontera entre los territorios de los EE. UU. de Oregón y de Washington. Oregón se convirtió en un estado de los Estados Unidos en 1859 y Washington lo hizo en 1889.
En el cambio del siglo XX, la dificultad de navegación por el Columbia fue vista como un impedimento para el desarrollo económico de la región de Inland Empire al este de las Cascadas. El dragado y la construcción de presas que siguió alterarron de forma permanente el río, interrumpiendo su flujo natural, pero suministrando electricidad, irrigación, navegación y otros beneficios para la región.

## Geografía

Mapa topográfico de la cuenca del Columbia.

Por los valles de las boscosas montañas del oeste de Canadá y el noroeste de los Estados Unidos discurre uno de los ríos más largos y caudalosos y que genera mayor cantidad de energía hidroeléctrica del subcontinente norteamericano: el Columbia. El río Columbia nace en las Montañas Rocallosas o Rocosas de Columbia Británica, Canadá. En sus 1959 km de recorrido desciende en dirección sur por la provincia canadiense, cruza la frontera de los Estados Unidos y atraviesa el estado de Washington, bordeando la cordillera de las Cascadas. Desde la pequeña ciudad de Pasco, el río toma la dirección oeste. Durante un largo trayecto sirve de frontera entre los estados de Washington y Oregón, posteriormente baña la ciudad de Portland y desemboca en el océano Pacífico cerca de Astoria, Oregón, al sur de la península de Long Beach.
La cuenca del Columbia drena una superficie de 668 000 km². Sus principales afluentes son el Kotenay (785 km), el Snake (1674 km), el Pend Oreille-Clark Fork (771 km), el John Day (452 km), el Deschutes (406 km), el Okanogan y el Yakima. Es un río muy caudaloso, solo superado en Norteamérica por el Misisipi, el Mackenzie y el San Lorenzo. El régimen fluvial es de tipo pluvionival.

## Curso canadiense
El río Columbia nace en el sur de la trinchera de las Montañas Rocosas, en la provincia canadiense de la Columbia Británica, siendo sus cabeceras el lago Columbia (820 m s. n. m.) y los humedales de Columbia. La trinchera es un amplio, profundo y largo valle glaciar entre las Montañas Rocosas canadienses y las montañas Columbia, en la Columbia Británica. Durante sus primeros 320 km, el Columbia fluye hacia el noroeste a lo largo de la trinchera, atravesando el lago Windermere (de 14 km de longitud) y la ciudad de Invermere (3002 hab. en 2006), una región conocida en BC como el valle del Columbia. A continuación, sigue hacia el noroeste hasta llegar a la ciudad de Golden (3701 hab.) y el lago Kinbasket (430 km²). Tras rodear el extremo norte de la cordillera Selkirk, el río gira bruscamente hacia el sur por la región conocida como el Big Bend Country (país de la gran curva), pasando por el lago Revelstoke (115,34 km²) y luego llegando a la pequeña ciudad homónima de Revelstoke (7139 hab.), justo bajo la presa y en la confluencia con el río Illecillewaet (62 km). Llega enseguida a la zona de los lagos Arrow, el Upper (226,5 km²) y el Lower (163,9 km²), un largo tramo enbalsado de más de 230 km de longitud. (Revelstoke, el Big Bend, y el valle del Columbia, combinados, se denominan en la jerga de BC como el Columbia Country.)
Por debajo de los lagos Arrow, el Columbia pasa por las ciudad de Castlegar (7816 hab.), ubicada en la confluencia por la izquierda con el río Kootenay (785 km), el principal afluente del curso alto, y luego por Trail (7681 hab.), dos grandes centros de población de la región de West Kootenay. El Pend Oreille-Clark Fork (771 km) se une, por la izquierda, al Columbia a unos 300 m al norte de la frontera entre Estados Unidos y Canadá.

## Curso estadounidense
Administrativamente, el río en Estados Unidos es siempre límite:
- primero, en el estado de Washington, es frontera entre los condados de Ferry (d), Stevens (i), Lincoln (i), Okanogan (d), Grant (i), Douglas (i), Chelan (d), Kittitas (d), Franklin (i), Walla Walla (i) y Yakima (d);
- luego es la frontera interestatal entre los estados de Washington (dcha.) —condados de Benton, Klickitat, Skamania, Clark, Cowlitz, Wahkiakum y Pacific— y de Oregón (izqda.) —condados de Umatilla, Morrow, Gilliam, Sherman, Wasco, Hood River, Multnomah, Columbia, Clatsop, Washington—.

### Curso en el estado de Washington
El Columbia entra en los Estados Unidos por el extremo noreste del estado de Washington, fluyendo en dirección suroeste por un valle limitado por la cordillera kettle, al noroeste, ya en la cola del gran embalse del lago Franklin D. Roosevelt (337 km²), creado más de 240 km aguas abajo por la presa Grand Coulee, construida en tre 1933 y 1942. En este tramo embalsado se delimitó en 1946 la área de recreo nacional lago Roosevelt, que protege las riberas del embalse. El río es acompañado por el ferrocarril Nortport-Waneta Railroad y por la carretera 25, ambos por la ribera izquierda, pasando por las pequeñas localidades de Northport (295 hab.), Marcus (183 hab.) y Kettle Falls (1595 hab.), donde recibe por la margen derecha, llegando del norte desde Canadá, al río Kettle (282 km). Recibe después por la izquierda, al río Colville, marcando luego por la ribera derecha los límites este y sur de las fronteras de la reserva india de Colville y luego, brevemente, por la otra ribera, la frontera occidental de la reserva india de Spokane. En este tramo en que se encamina ya hacia el sur pasa por Rice, Daisy, Inchelium (409 hab.), Gifford y Hunters (306 hab.), recibiendo luego por la izquierda, y llegando del este, al río Spokane (179 km), cerca de la pequeña localidad de Miles, donde estaba el histórico Fort Okanogan, el puesto comercial fundado en 1811 por la Pacific Fur Company y primer puesto estadounidense en el futuro estado de Washington. Aquí la I-25 abandona el valle.
El río gira hacia el oeste, en un tramo en el que recibe en uno de los brazos del embalse, por la margen derecha, llegando del norte desde Canadá, al río Sanpoil (113 km). Tras bombear agua mediante un canal, por la margen izquierda, al embalse del lago Banks (108,8 km²),
llega a la gran presa Grand Coulee, que con una altura de 168 m y una longitud de 1592 m, tiene una potencia instalada de 6809 MW, siendo la instalación que genera más energía hidroeléctrica de los Estados Unidos. Justo en la margen izquierda, antes de la presa, está la pequeña localidad homónima de Grand Coulee (988 hab. fundada para las obras de construcción de la presa. Durante las inundaciones de Missoula, hace entre 10−15 000 años atrás, la mayor parte del agua de la inundación tomó una ruta más directa al sur, formando un antiguo lecho de río conocido como la Grand Coulee. Después de las inundaciones, el río encontró su curso actual, y la Grand Coulee se quedó seca. La construcción de la presa inundó el río, formando el lago Roosevelt, desde el que se bombeó agua al seco Coulee, formando el embalse del lago Banks.
Sigue el Columbia su avance al oeste, pasando por la pequeña Elmer City (238 hab.) y Bridgeport  (2409 hab.), llegando a la cola de un nuevo embalse, el lago Rufus Woods (34 km²), creado por la presa Joseph Dam, construida entre 1946-1955, justo después de la confluencia con el río Okanogan (el sistema Okanogan—lago Okanogan alcanza los 320 km), que también llega desde Canadá. En la presa está la ciudad de Brewster (2370 hab.). A continuación el Columbia se vuelve hacia el sureste, acompañado por la U.S. Route 97 por la margen izquierda, pasando por Pateros (643 hab.) donde recibe por la margen derecha al río Methow (129 km) y luego por la pequeña ciudad de Chelan (3870 hab.), donde recibe por la margen derecha al corto río Chelan, de solo 6,6 km, el emisario del largo lago Chelan (135 km²). Pasa por Entiat (1112 hab.) y Orondo, recibiendo por la margen derecha al río Wenatchee, que llega del oeste por la margen derecha, en cuya confluencia está la ciudad de Wenatchee (31 925 hab.). Este segmento del río en forma de «C», ya en la parte central del estado de Washington, también es conocido como la Big Bend.
Sigue el Columbia su avance alcanzando Rock Island, donde está la homónima presa Rock Island. Pasa después el ríofrente al The Gorge Amphitheatre, un anfiteatro natural para 27 500 asientos considerado el mejor escenario al aire libre de los Estados Unidos y de los mejores del mundo, propiedad de Live Nation. Luego el río alcanza un área designada como parque estatal del Bosque Ginkgo Petrificado, donde está la pequeña localidad de Vantage  (70 hab.), y luego recibe, por la izquierda, al arroyo Crabs (262 km). Llega a la presa de Priest Rapids (finalizada en 1959) y sigue después por una zona que ha sido designada Refugio Salvaje Nacional Saddle Mountain, justo frente a la reserva nuclear de Hanford (1518 km²), establecida en 1943 como parte del Proyecto Manhattan con el fin de proporcionar el plutonio necesario para el desarrollo de las armas nucleares. Totalmente dentro de la reserva está Hanford Reach, el único tramo del río en los EE. UU. en que discurre libremente, sin obstáculos como presas o diques y no como una marea de estuario.
Llega luego al área metropolitana conocida como Tri-Cities (253 340 hab.) —formado por Richland (48 058 hab.), Kennewick (73 917 hab.) y Pasco (59 781 hab.)—, donde recibe por la margen derecha al río Yakima (344 km) y después, por la margen izquierda, y llegando del este, al principal de sus afluentes. el largo río Snake (1674 km), en la ciudad de Burbank (3291 km). A partir de aquí el río es acompañado en ambas márgenes nuevamente por el ferrocarril, y por varias carreteras.
Alcanza el Columbia enseguida la pequeña localidad de Wallula (179 hab.), en la confluencia con el río Walla-Walla (98 km), que le aborda por la margen izquierda. El Columbia describe una curva hacia el oeste, ya en la frontera Washington–Oregón, que marcará en los últimos 497 km de su curso.

### Curso frontera Washington-Oregón
El Columbia pasa por la pequeña ciudad de Umatilla (OR, 6906 hab.), donde recibe al río Umatilla (143 km), en una zona donde se ha designado el Refugio salvaje nacional Umatilla, ya en la cola del homónimo y largo embalse del lago Umatilla (de 177 km de longitud), finalizado en 1971 por la construcción de la presa John Day. Sigue por Irrigon (OR, 1826 hab.) y Arlington (OR, 586 hab.), recibiendo después, por la margen izquierda y llegando del sur, al río John Day (452 km). Inmediatamente de la confluencia está la presa John Day (que crea el lago Umatilla, de 177 km longitud), y luego alcanza al poco Rufus (OR, 249 hab.), Biggs Junction (OR) y Maryhill (WA, 98 hab.), donde está el parque estatal Maryhill y el curioso memorial de la I Guerra Mundial, Maryhill Stonehenge, una réplica de Stonehenge.

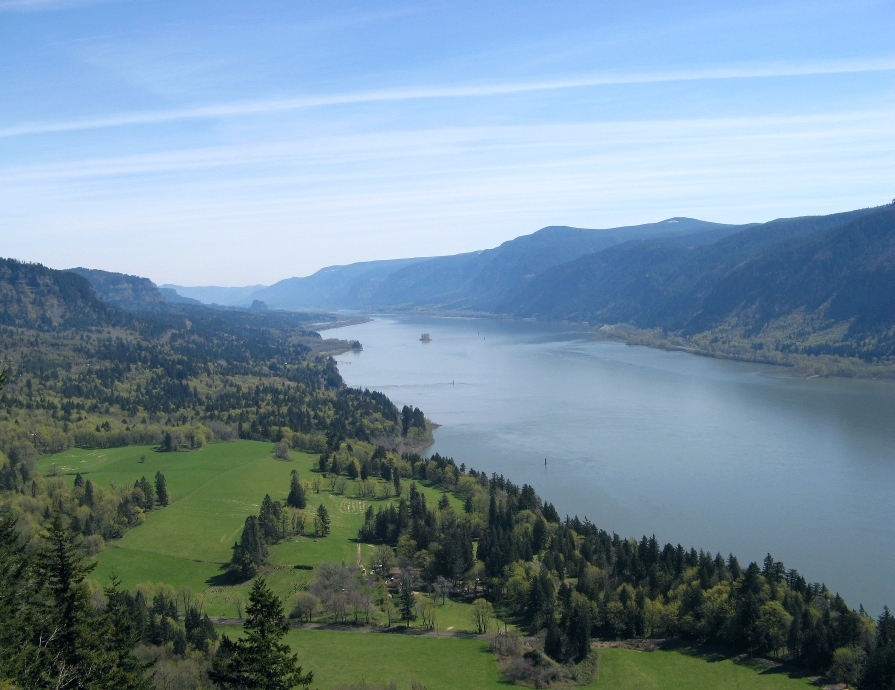
La garganta del río Columbia, mirando hacia el este hacia Beacon Rock

Llega después la confluencia con el río Deschutes, que llega desde el sur y se une al Columbia por la ribera izquierda, frente a la isla Miller. Pasa por Wishram (WA, 213 hab.) y llega a The Dalles (OR, 13 620 hab.), donde está la presa The Dalles, que crea el emalse del lago Celilo. Entre The Dalles y Portland, el río corta a través de la cordillera de las Cascadas, que formando la espectacular garganta del río Columbia, donde se ha designado el Área escénica nacional Columbia River Gorge. Ningún otro río, excepto el río Klamath, franquea completamente las Cascadas —los otros ríos que fluyen a través de la cordillera también se originan en o muy cerca de las montañas. La cabecera y el curso superior del río Pit fluyen a través de gran parte de las Cascadas; a diferencia, el Columbia corta a través de la cordillera cerca de mil kilómetros desde su fuente en las montañas Rocosas.— La garganta es conocida por sus vientos constantes y fuertes, por su belleza escénica y por su papel como un vínculo de transporte importante.
El río continúa hacia el oeste, pasando por Lyle (WA, 530 hab.), Mosier (OR, 433 hab.), Bingen (WA, 712 hab.) y Hood River (OR, 7167 hab.), donde recibe por la margen izquierda, llegando desde el sur, al homónimo río Hood (40 km).
Llega después a Carson, Stevenson (WA, 1465 hab.), Cascade Locks (OR, 1144 hab.) y North Bonneville (WA, 956 hab.), donde está la presa Bonneville, que crea el lago Bonneville, con 75 km de longitud. Sigue por Washougal (WA, 14 095 hab.), Camas (WA, 19 355 hab.) y Troutdale (OR, 15 962 hab.), donde recibe desde el sur al río Sandy (90 km).
El Columbia llega a Gresham (OR, 105 594 hab.), ya en el área metropolitana de Portland y Vancouver (Washington), en la confluencia con el río Willamette (301 km), que llega por la ribera izquierda desde el sur. Aquí el Columbia se vuelve claramente hacia el norte-noroeste y disminuye considerablemente, depositando sedimentos que casi podrían formar un delta fluvial. Pasa por Ridgefield (WA, 4763 hab.), St Helens (OR, 12 883 hab.), Columbia City (OR, 1946 hab.) y Woodland (WA, 5509 hab.), en la desembocadura del río Lewis (153 km), que llega desde el este, por la ribera derecha. Continua por Kalama (WA, 2344 hab.) y Longview (WA, 36 648 hab.), en la confluencia del río Cowlitz (169 km). Aquí el Columbia gira hacia el oeste de nuevo, ya en su tramo final, en el que pasa por Cathlamet (WA, 532 hab.) y Astoria (Oregón) (OR, 9477 hab.), donde se encuentra el puente Astoria–Megler, erigido para sustituir a un ferry, un largo puente construido en 1966 de más de 6 km, que es el último cruce del río antes de llegar al mar. Llega al final en Warrenton (OR, 4989 hab.) al oeste de la barra del Columbia, un cambiante banco de arena en el océano Pacífico que hace que la boca del río sea uno de los tramos más peligrosos para navegar en el mundo.
El Columbia drena un área de 668 000 km², que comprende casi la totalidad del estado Idaho, una gran parte de la provincia canadiense de la Columbia Británica y de los estados de Oregón y Washington, y pequeñas porciones de Montana, Wyoming, Utah y Nevada. Alrededor de 1200 km del río y el 85% de su cuenca se encuentran en los EE. UU. El Columbia es el duodécimo río estadounidense más largo y cuenta con la sexta mayor cuenca hidrográfica del país. En Canadá, donde discurre durante 801 km y drena 103 000 km², el río ocupa el 23.º por longitud, y su cuenca ocupa el 13.º por tamaño.
El Columbia da su nombre a muchos lugares cercanos a su curso, como la propia Columbia Británica, así como a muchas accidentes del terreno y cuerpos de agua.

### Caudal
Con un caudal medio en la desembocadura de unos 7500 m³/s, el Columbia es el río más grande en volumen que desagua en el Pacífico de toda América del Norte y es el cuarto más grande por volumen en los EE. UU. El caudal medio cuando el río cruza la frontera internacional entre Canadá y los EE. UU. es de 2800 m³/s y con una cuenca hidrográfica de 103.000 km², que equivale a cerca del 15% de toda la cuenca del Columbia. El caudal más alto registrada en el Columbia, medido en The Dalles, fue de 35 000 m³/s en junio de 1894, antes de que el río fuese represado. El caudal más bajo registrado en The Dalles fue de 340 m³/s, el 16 de abril de 1968, y fue causado por el cierre inicial de la presa de John Day, 45 km aguas arriba.] The Dalles está a unos 310 km de la boca: el río en este punto los desagües sobre 610 000 km² o el 91% del total de la cuenca). Los caudales en el Columbia se ven afectados por muchos grandes embalses aguas arriba, muchas derivaciones para el riego, y, en los tramos inferiores, por el revertir del flujo de la marea del océano Pacífico. El National Weather Service mide las mareas en ocho lugares a lo largo del río entre Astoria y la base de la presa de Bonneville.

## Presas y embalses
| º      |                     |                |                     |                    |                    |             |                                        |
| ------ | ------------------- | -------------- | ------------------- | ------------------ | ------------------ | ----------- | -------------------------------------- |
| Imagen | Nombre              | Capacidad (MW) | Localización        | Fecha autorización | Fecha finalización | Propietario | Embalse formado                        |
|        | Presa Mica          | 1805           | Columbia Británica  | 1964               | 1973               | BC Hydro    | Lago Kinbasket                         |
|        | Presa Revelstoke    | 2480           | Columbia Británica  | 1964               | 1984               | BC Hydro    | Lago Revelstoke                        |
|        | Presa Keenleyside   | 185            | Columbia Británica  | 1964               | 1968               | BC Hydro    | Creando los lagos Arrow                |
|        | Presa Grand Coulee  | 6809           | Washington          | 1933               | 1942-1974          | USBR        | Lago Franklin D. Roosevelt, lago Banks |
|        | Presa Chief Joseph  | 2620           | Washington          | 1946               | 1955               | USACE       | Lago Rufus Woods                       |
|        | Presa Wells         | 840            | Washington          | −                  | 1967               | Douglas PUD | Lago Pateros                           |
|        | Rocky Reach Dam     | 1287           | Washington          | 1956               | 1961               | Chelan PUD  | Lago Entiat                            |
|        | Presa Rock Island   | 660            | Washington          | 1929               | 1933               | Chelan PUD  | Rock Island Pool                       |
|        | Presa Wanapum       | 1038           | Washington          | 1959               | 1963               | Grant PUD   | Lago Wanapum                           |
|        | Presa Priest Rapids | 955            | Washington          | 1950               | 1961               | Grant PUD   | Lago Priest Rapids                     |
|        | Presa McNary        | 980            | Washington / Oregón | 1941               | 1954               | USACE       | Lago Wallula                           |
|        | Presa John Day      | 2160           | Washington / Oregón | 1958               | 1971               | USACE       | Lago Umatilla                          |
|        | Presa The Dalles    | 1780           | Washington / Oregón |                    | 1960               | USACE       | Lago Celilo                            |
|        | Presa Bonneville    | 1218           | Washington / Oregón |                    | 1937               | USACE       | Lago Bonneville                        |
|        | Total               | 24 817         | Río Columbia        |                    |                    |             |                                        |

### Principales afluentes

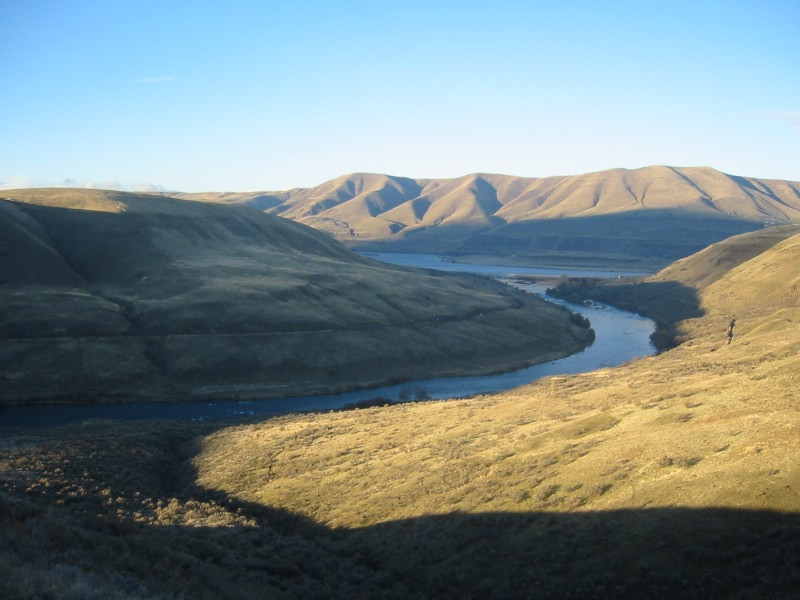
El río Deschutes en su confluencia con el Columbia

El río Columbia recibe más de 60 afluentes importantes. Los cuatro mayores que vacían directamente en el Columbia (medidos por caudal o por tamaño de la cuenca hidrográfica), son el río Snake (que discurre en su mayoría por Idaho), el río Willamette (en el noroeste de Oregón), el río Kootenay (en su mayoría en la Columbia Británica), y el río Pend Oreille (en su mayoría en el norte de Idaho y Washington), también conocido como la parte inferior del río Clark Fork). Cada uno de estos cuatro ríos descarga más de 570 m³/s y drena una superficie de más de 50 000 km². 
El río Snake es, de lejos, el mayor afluente. Su descarga es casi igual (alrededor del 46,5 %) a la del propio Columbia en la confluencia de ambos ríos. En comparación con el Columbia por encima de la confluencia, el río Snake es más largo (113 %), y su cuenca es mayor (104 %). El río Pend Oreille y sus principales afluentes, el río Clark Fork y el río Flathead, son similares. En comparación con el Columbia por encima de la confluencia con el Pend Oreille, el Pend Oreille-Clark-Flathead es casi tan largo (alrededor del 86 %), su cuenca es cerca de tres cuartas partes tan grande (76 %), y su descarga más de un tercio (37 %)
| Afluentes                       | Longitud (km) | caudal (m³/s) | Cuenca (km²) |
| ------------------------------- | ------------- | ------------- | ------------ |
| Río Snake                       | 1674          | 1610          | 278 400      |
| Río Willamette                  | 301           | 1060          | 29 680       |
| Río Kootenay (Kootenai)         | 785           | 868           | 50 300       |
| Sistema Pend Oreille-Clark Fork | 771           | 748           | 66 800       |
| Río Cowlitz                     | 169           | 259           | 6700         |
| Río Spokane                     | 179           | 224           | 17 300       |
| Río Lewis                       | 153           | 173           | 2710         |
| Río Deschutes                   | 406           | 166           | 27 700       |
| Río Yakima                      | 344           | 100           | 15 900       |
| Río Wenatchee                   | 85            | 87            | 3500         |
| Río Okanogan                    | 185           | 86            | 21 600       |
| Río Kettle                      | 282           | 83            | 10 880       |
| Río Sandy                       | 90            | 64            | 1316         |
| Río John Day                    | 452           | 58            | 20 750       |

### Apéndice. Afluentes
En la tabla siguiente se recogen todos los ríos de la cuenca del Columbia cuya longitud supera los 200 km, aunque pueden faltar algunos. Se ha ordenado siguiendo el río aguas abajo, desde la fuente hasta la desembocadura, dividiendo el curso en las dos partes (Columbia canadiense y Columbia estadounidense) en que habitualmente se hace y luego según el estado en el que esté la desembocadura en el río.
En general, en aquellos casos en que no existe uso habitual de la transliteración al español, se usan los anglicismos de los nombres de los ríos más comúnmente utilizados. Se debe tener cuidado a la hora de la utilización de los datos de la tabla, ya que distintas fuentes proporcionan desigual información. En relación con la longitud, hay que tener presente que se han construido muchas presas para regular el caudal y evitar las inundaciones, lo que ha provocado la disminución de algunos cursos, en algunos casos de forma muy importante al haber quedado sumergidos largos tramos tortuosos y meándricos. Esto debe ser estudiado con cuidado al utilizar fuentes antiguas. (Véase también: Determinación de la longitud.)
| Ramal | Ramal | Nombre afluente                                       | Nombre afluente                                       | Nombre afluente                                       | Nombre afluente                                       | Nombre afluente                                       | Desembocadura                      | Longitud (km) | Cuenca (km²) | Caudal (m³/s) | Provincia(s) y/o estado(s) por los que discurre | Tramo              | Tramo   |
| -     | D     | Río Spillimacheen                                     | Río Spillimacheen                                     | Río Spillimacheen                                     | Río Spillimacheen                                     | Río Spillimacheen                                     | Spillimacheen                      | 118           | 1430         | 35            | Columbia Británica                              | Columbia Británica | Canadá  |
| I     | -     | Río Kootenay                                          | Río Kootenay                                          | Río Kootenay                                          | Río Kootenay                                          | Río Kootenay                                          | Aguas abajo de Casteglar           | 780           | 50 300       | 868           | Columbia Británica · Montana · Idaho            | Columbia Británica | Canadá  |
| -     | -     | -                                                     | Río Elk                                               | Río Elk                                               | Río Elk                                               | Río Elk                                               | Río Kootenay                       | 220           | 4450         | 75,6          | Columbia Británica                              | Columbia Británica | Canadá  |
| -     | -     | -                                                     | Río Moyie                                             | Río Moyie                                             | Río Moyie                                             | Río Moyie                                             | Río Kootenay                       | 148           | 539          | 79,4          | Columbia Británica · Idaho                      | Columbia Británica | Canadá  |
| -     | -     | -                                                     | Río Duncan                                            | Río Duncan                                            | Río Duncan                                            | Río Duncan                                            | Río Kootenay                       | 206           | 2443         | 162           | Columbia Británica                              | Columbia Británica | Canadá  |
| -     | -     | -                                                     | Río Slocan                                            | Río Slocan                                            | Río Slocan                                            | Río Slocan                                            | Río Kootenay                       | 156           | 3290         | 89,1          | Columbia Británica                              | Columbia Británica | Canadá  |
| I     | -     | Sistema Pend Oreille – lago Pend Oreille – Clark Fork | Sistema Pend Oreille – lago Pend Oreille – Clark Fork | Sistema Pend Oreille – lago Pend Oreille – Clark Fork | Sistema Pend Oreille – lago Pend Oreille – Clark Fork | Sistema Pend Oreille – lago Pend Oreille – Clark Fork |                                    | 813           | 66 800       | 748           | Columbia Británica · Washington · Idaho         | Columbia Británica | Canadá  |
| -     | -     | -                                                     | Lago Pend Oreille                                     | Lago Pend Oreille                                     | Lago Pend Oreille                                     | Lago Pend Oreille                                     | Río Pend Oreille                   | 40            |              |               | Idaho                                           | Columbia Británica | Canadá  |
| -     | -     | -                                                     | -                                                     | Río Clark Fork                                        | Río Clark Fork                                        | Río Clark Fork                                        | lago Pend Oreille                  | 499           | 59 324       | 621           | Montana Idaho                                   | Columbia Británica | Canadá  |
| -     | -     | -                                                     | -                                                     | -                                                     | Río Flatehead                                         | Río Flatehead                                         | Río Clark Fork                     | 386           | 22 779       | 322           | Montana · Columbia Británica                    | Columbia Británica | Canadá  |
| -     | -     | -                                                     | -                                                     | -                                                     | -                                                     | Río Swan                                              | Río Flatehead                      | 153           | 1813         | 32            | Montana                                         | Columbia Británica | Canadá  |
| -     | -     | -                                                     | -                                                     | -                                                     | -                                                     | Río Middle Fork Flathead                              | Río Flatehead                      | 148           | 3004         | 81            | Montana                                         | Columbia Británica | Canadá  |
| -     | -     | -                                                     | -                                                     | -                                                     | -                                                     | Río South Fork Flathead                               | Río Flatehead                      | 158           | 4310         | 98,6          | Montana                                         | Columbia Británica | Canadá  |
| -     | -     | -                                                     | -                                                     | -                                                     | -                                                     | Río North Fork Flathead                               | Río Flatehead                      | 246           | 4040         | 84            | Montana · Columbia Británica                    | Columbia Británica | Canadá  |
| -     | D     | Río Kettle                                            | Río Kettle                                            | Río Kettle                                            | Río Kettle                                            | Río Kettle                                            |                                    | 282           | 10 878       | 82            | Columbia Británica · Washington                 | Washington         | EE. UU. |
| I     | -     | Río Colville                                          | Río Colville                                          | Río Colville                                          | Río Colville                                          | Río Colville                                          |                                    | 100           | 2616         | 12            | Washington                                      | Washington         | EE. UU. |
| I     | -     | Sistema Spokane – Lago Coeur d'Alene – Saint Joe      | Sistema Spokane – Lago Coeur d'Alene – Saint Joe      | Sistema Spokane – Lago Coeur d'Alene – Saint Joe      | Sistema Spokane – Lago Coeur d'Alene – Saint Joe      | Sistema Spokane – Lago Coeur d'Alene – Saint Joe      |                                    | 452           | 15 990       | 225           | Washington Idaho                                | Washington         | EE. UU. |
| -     | -     | -                                                     | Lago Coeur d'Alene                                    | Lago Coeur d'Alene                                    | Lago Coeur d'Alene                                    | Lago Coeur d'Alene                                    | Río Pend Oreille                   | 40            |              |               | Idaho                                           | Washington         | EE. UU. |
| -     | -     | -                                                     | -                                                     | Río Coeur d'Alene – North Fork Coeur d'Alene          | Río Coeur d'Alene – North Fork Coeur d'Alene          | Río Coeur d'Alene – North Fork Coeur d'Alene          | Lago Coeur d'Alene                 | 170           | 3763         | 71            | Idaho                                           | Washington         | EE. UU. |
| -     | -     | -                                                     | -                                                     | Río Saint Joe                                         | Río Saint Joe                                         | Río Saint Joe                                         | Lago Coeur d'Alene                 | 225           | 4791         |               | Idaho                                           | Washington         | EE. UU. |
| -     | D     | Río Sanpoil                                           | Río Sanpoil                                           | Río Sanpoil                                           | Río Sanpoil                                           | Río Sanpoil                                           |                                    | 113           | 2541         |               | Washington                                      | Washington         | EE. UU. |
| -     | D     | Sistema Okanogan – lago Okanogan                      | Sistema Okanogan – lago Okanogan                      | Sistema Okanogan – lago Okanogan                      | Sistema Okanogan – lago Okanogan                      | Sistema Okanogan – lago Okanogan                      |                                    | 320           | 21 238       | 86            | Washington · Columbia Británica                 | Washington         | EE. UU. |
| -     | -     | -                                                     | Río Similkameen                                       | Río Similkameen                                       | Río Similkameen                                       | Río Similkameen                                       | Río Okanogan                       | 197           | 7600         | 64,6          | Columbia Británica                              | Washington         | EE. UU. |
| -     | D     | Río Methow                                            | Río Methow                                            | Río Methow                                            | Río Methow                                            | Río Methow                                            |                                    | 129           | 4727         | 43,1          | Washington                                      | Washington         | EE. UU. |
| -     | D     | Sistema Wenatchee – lago Wenatchee – White            | Sistema Wenatchee – lago Wenatchee – White            | Sistema Wenatchee – lago Wenatchee – White            | Sistema Wenatchee – lago Wenatchee – White            | Sistema Wenatchee – lago Wenatchee – White            |                                    | 144           | 3452         | 91            | Washington                                      | Washington         | EE. UU. |
| -     | -     | Arroyo Crab                                           | Arroyo Crab                                           | Arroyo Crab                                           | Arroyo Crab                                           | Arroyo Crab                                           | Antes de la presa de Priest Rapids | 262           | 13 201       | 6             | Washington                                      | Washington         | EE. UU. |
| -     | D     | Río Yakima                                            | Río Yakima                                            | Río Yakima                                            | Río Yakima                                            | Río Yakima                                            | En Tri-Cities                      | 344           | 15 908       | 99            | Washington                                      | Washington         | EE. UU. |
| -     | -     | -                                                     | Río Naches – Little Naches                            | Río Naches – Little Naches                            | Río Naches – Little Naches                            | Río Naches – Little Naches                            | Río Yakima                         | 153           | 7600         | 64,6          | Washington                                      | Washington         | EE. UU. |
| I     | -     | Río Snake                                             | Río Snake                                             | Río Snake                                             | Río Snake                                             | Río Snake                                             | Ciudad de Burbank                  | 1670          | 280 000      | 1610          | Washington Oregón Idaho Wyoming                 | Washington         | EE. UU. |
| -     | -     | -                                                     | Río Henrys Fork                                       | Río Henrys Fork                                       | Río Henrys Fork                                       | Río Henrys Fork                                       | -                                  | 204           | 8320         | 59,4          | Idaho                                           | Washington         | EE. UU. |
| -     | -     | -                                                     | -                                                     | Río Teton                                             | Río Teton                                             | Río Teton                                             | Río Henrys Fork                    | 180           | 2927         |               | Idaho                                           | Washington         | EE. UU. |
| -     | -     | -                                                     | Río Blackfoot                                         | Río Blackfoot                                         | Río Blackfoot                                         | Río Blackfoot                                         | -                                  | 209           | 2841         | 5,95          | Idaho                                           | Washington         | EE. UU. |
| -     | -     | -                                                     | Río Portneuf                                          | Río Portneuf                                          | Río Portneuf                                          | Río Portneuf                                          | Embalse American Falls             | 154           | 3442         | 11,8          | Idaho Nevada Utah                               | Washington         | EE. UU. |
| -     | -     | -                                                     | Río Raft                                              | Río Raft                                              | Río Raft                                              | Río Raft                                              | -                                  | 174           | 3901         |               | Utah Idaho                                      | Washington         | EE. UU. |
| -     | -     | -                                                     | Arroyo Goose                                          | Arroyo Goose                                          | Arroyo Goose                                          | Arroyo Goose                                          | -                                  | 197           | 2901         |               | Idaho                                           | Washington         | EE. UU. |
| -     | -     | -                                                     | Arroyo Salmon Falls                                   | Arroyo Salmon Falls                                   | Arroyo Salmon Falls                                   | Arroyo Salmon Falls                                   | -                                  | 351           | 5390         |               | Idaho                                           | Washington         | EE. UU. |
| -     | -     | -                                                     | Sistema Malad – Big Wood                              | Sistema Malad – Big Wood                              | Sistema Malad – Big Wood                              | Sistema Malad – Big Wood                              | -                                  | 238           | 7770         | 3,17          | Idaho                                           | Washington         | EE. UU. |
| -     | -     | -                                                     | -                                                     | Río Big Wood                                          | Río Big Wood                                          | Río Big Wood                                          | Río Malad                          | 220           |              | 13,14         | Idaho                                           | Washington         | EE. UU. |
| -     | -     | -                                                     | -                                                     | Río Little Wood                                       | Río Little Wood                                       | Río Little Wood                                       | Río Malad                          | 209           |              | 9,94          | Idaho                                           | Washington         | EE. UU. |
| -     | -     | -                                                     | Río Bruneau                                           | Río Bruneau                                           | Río Bruneau                                           | Río Bruneau                                           | -                                  | 246           | 8560         | 11            | Idaho                                           | Washington         | EE. UU. |
| -     | -     | -                                                     | Río Owyhee                                            | Río Owyhee                                            | Río Owyhee                                            | Río Owyhee                                            | -                                  | 557           | 28 620       |               | Nevada Oregón Idaho                             | Washington         | EE. UU. |
| -     | -     | -                                                     | -                                                     | Arroyo Jordan                                         | Arroyo Jordan                                         | Arroyo Jordan                                         | Río Owyhee                         | 159           | 3380         | 5             | Oregón Idaho                                    | Washington         | EE. UU. |
| -     | -     | -                                                     | Sistema Boise – Boise Sur                             | Sistema Boise – Boise Sur                             | Sistema Boise – Boise Sur                             | Sistema Boise – Boise Sur                             | -                                  | 327           | 10 619       |               | Idaho                                           | Washington         | EE. UU. |
| -     | -     | -                                                     | Río Malheur                                           | Río Malheur                                           | Río Malheur                                           | Río Malheur                                           | -                                  | 266           | 12 173       |               | Oregón                                          | Washington         | EE. UU. |
| -     | -     | -                                                     | Sistema Payette – Payette Sur                         | Sistema Payette – Payette Sur                         | Sistema Payette – Payette Sur                         | Sistema Payette – Payette Sur                         | -                                  | 316           | 8390         |               | Idaho                                           | Washington         | EE. UU. |
| -     | -     | -                                                     | Río Weiser                                            | Río Weiser                                            | Río Weiser                                            | Río Weiser                                            | -                                  | 166           | 4320         |               | Idaho                                           | Washington         | EE. UU. |
| -     | -     | -                                                     | Río Burnt                                             | Río Burnt                                             | Río Burnt                                             | Río Burnt                                             | -                                  | 158           | 2820         |               | Oregón                                          | Washington         | EE. UU. |
| -     | -     | -                                                     | Río Powder                                            | Río Powder                                            | Río Powder                                            | Río Powder                                            | -                                  | 246           | 4500         |               | Oregón                                          | Washington         | EE. UU. |
| -     | -     | -                                                     | Río Salmon                                            | Río Salmon                                            | Río Salmon                                            | Río Salmon                                            | -                                  | 684           | 36 260       | 313           | Idaho                                           | Washington         | EE. UU. |
| -     | -     | -                                                     | -                                                     | Río Middle Fork Salmon                                | Río Middle Fork Salmon                                | Río Middle Fork Salmon                                | Río Salmon                         | 180           | 6500         |               | Idaho                                           | Washington         | EE. UU. |
| -     | -     | -                                                     | Río Grand Ronde                                       | Río Grand Ronde                                       | Río Grand Ronde                                       | Río Grand Ronde                                       | -                                  | 341           | 10 360       | 86            | Oregón Washington                               | Washington         | EE. UU. |
| -     | -     | -                                                     | Sistema Clearwater – Medio Clearwater – Selway        | Sistema Clearwater – Medio Clearwater – Selway        | Sistema Clearwater – Medio Clearwater – Selway        | Sistema Clearwater – Medio Clearwater – Selway        | -                                  | 305           | 24 980       | 430           | Idaho                                           | Washington         | EE. UU. |
| -     | -     | -                                                     | -                                                     | Río North Fork Clearwater                             | Río North Fork Clearwater                             | Río North Fork Clearwater                             | Río Clearwater                     | 217           | 6377         | 161           | Idaho                                           | Washington         | EE. UU. |
| -     | -     | -                                                     | -                                                     | -                                                     | Río Selway                                            | Río Selway                                            | Río Middle Fork Clearwater         | 193           | 5214         |               | Idaho                                           | Washington         | EE. UU. |
| -     | -     | -                                                     | Río Palouse                                           | Río Palouse                                           | Río Palouse                                           | Río Palouse                                           | -                                  | 269           | 8550         | 17            | Washington Idaho                                | Washington         | EE. UU. |
| I     | -     | Río Walla Walla                                       | Río Walla Walla                                       | Río Walla Walla                                       | Río Walla Walla                                       | Río Walla Walla                                       |                                    | 98            | 4550         |               | Washington Oregón                               | Washington         | EE. UU. |
| I     | -     | Río Umatilla                                          | Río Umatilla                                          | Río Umatilla                                          | Río Umatilla                                          | Río Umatilla                                          | Umatilla                           | 143           | 6345         | 14            | Oregón                                          | Frontera WA/OR     | EE. UU. |
| I     | -     | Río John Day                                          | Río John Day                                          | Río John Day                                          | Río John Day                                          | Río John Day                                          | Presa John Day                     | 457           | 20 720       | 59            | Oregón                                          | Frontera WA/OR     | EE. UU. |
| -     | -     | -                                                     | Río North John Day                                    | Río North John Day                                    | Río North John Day                                    | Río North John Day                                    | Río John Day                       | 172           | 4662         | 36            | Oregón                                          | Frontera WA/OR     | EE. UU. |
| I     | -     | Sistema Deschutes – Little Deschutes                  | Sistema Deschutes – Little Deschutes                  | Sistema Deschutes – Little Deschutes                  | Sistema Deschutes – Little Deschutes                  | Sistema Deschutes – Little Deschutes                  |                                    |               | 27 200       | 200           | Oregón                                          | Frontera WA/OR     | EE. UU. |
| -     | -     | -                                                     | Río Crooked                                           | Río Crooked                                           | Río Crooked                                           | Río Crooked                                           | Río Deschutes                      | 201           | 11 655       | 44            | Oregón                                          | Frontera WA/OR     | EE. UU. |
| -     | -     | -                                                     | Río Little Deschutes                                  | Río Little Deschutes                                  | Río Little Deschutes                                  | Río Little Deschutes                                  | Río Deschutes                      | 148           | 2642         |               | Oregón                                          | Frontera WA/OR     | EE. UU. |
| I     | -     | Río Klickitat                                         | Río Klickitat                                         | Río Klickitat                                         | Río Klickitat                                         | Río Klickitat                                         |                                    | 121           | 3496         | 45            | Oregón                                          | Frontera WA/OR     | EE. UU. |
| I     | -     | Río Sandy                                             | Río Sandy                                             | Río Sandy                                             | Río Sandy                                             | Río Sandy                                             |                                    | 90            | 1316         | 65            | Oregón                                          | Frontera WA/OR     | EE. UU. |
| I     | -     | Río Willamette (con fuentes)                          | Río Willamette (con fuentes)                          | Río Willamette (con fuentes)                          | Río Willamette (con fuentes)                          | Río Willamette (con fuentes)                          | Portland                           | 386,2         | 28 700       | 960           | Oregón                                          | Frontera WA/OR     | EE. UU. |
| -     | D     | Río Lewis                                             | Río Lewis                                             | Río Lewis                                             | Río Lewis                                             | Río Lewis                                             | Frente a St. Helens (OR),          | 153           | 2709         | 173           | Washington                                      | Frontera WA/OR     | EE. UU. |
| -     | D     | Río Cowlitz                                           | Río Cowlitz                                           | Río Cowlitz                                           | Río Cowlitz                                           | Río Cowlitz                                           |                                    | 169           | 6698         | 258           | Washington                                      | Frontera WA/OR     | EE. UU. |